# Дороніна Тетяна Олексіївна
Тетяна Олексіївна Дороніна (нар. 19 червня 1964, Вінниця, Українська РСР) — українська вчена-педагогиня, літературознавиця, докторка педагогічних наук, професорка, авторитетна фахівчиня в галузі гендерної педагогіки, освіти та виховання.

## Професійна біографія
1981 — закінчила середню школу № 29 м. Вінниця. 1983–1987 — навчалася на філологічному факультеті Вінницького державного педагогічного інституту імені Миколи Островського (нині Вінницький державний педагогічний університет імені Михайла Коцюбинського).
Викладацька діяльність у вищій школі розпочалася 1989 року на посаді асистентки кафедри російської та зарубіжної літератури Криворізького державного педагогічного інституту, далі  — старша викладачка (1995–2008); доцентка, професорка (2011–2013) кафедри російської філології та зарубіжної літератури Криворізького державного педагогічного університету.
2009–2010 — пройшла стажування «Програми рівних можливостей та прав жінок в Україні» (спільний проєкт Європейського Союзу та Програми розвитку ООН) із запровадженням гендерних знань і гендерної чутливості в системі педагогічної освіти та набула кваліфікацію «Тренер програми рівних можливостей та прав жінок в Україні». 
2011 — брала участь у Програмі підготовки тренерів «Гендерна освіта. Гендерна політика. Протидія насильству в сім'ї» (Міністерство освіти і науки, молоді та спорту України; Державний інститут сімейної та молодіжної політики).
2013–2023 — завідувачка й професорка кафедри педагогіки Криворізького державного педагогічного університету, з 2024 — професорка кафедри педагогіки. З 2013 року — керівниця Центру гендерної освіти КДПУ.
2014–2016 — радниця Міністра освіти і науки (С. М. Квіта) з гендерних питань. Входила до складу експертних груп «З питань гендерної рівності та недискримінації», «Науки та дослідництва», «Вищої освіти»  Громадської ради при Міністерстві освіти і науки України. 
2016–2022 — входила до складу експертної групи «Впровадження гендерної освіти і просвіти» Громадської ради з гендерних питань Міжфракційного об'єднання депутатів Верховної Ради України «Рівні можливості».
З 2024 — гарант освітньо-наукової програми 011 — Освітні, педагогічні науки.
Основна сфера наукових інтересів: проблеми гендерної освіти та виховання, впровадження гендерного підходу в практику освіти та виховання учнівської й студентської молоді, критична педагогіка, історико-педагогічний контекст проблем сучасної освіти. 

## Наукова діяльність
1992–1995 — навчання в аспірантурі Київського інституту іноземних мов (нині Київський національний лінгвістичний університет). 1995 року захистила дисертацію «Становлення та розвиток Києво-Могилянської академії як вищого навчального закладу Європейського рівня освіти» на здобуття наукового ступеня кандидата педагогічних наук у спеціалізованій вченій раді Інституту педагогіки АПН України за спеціальністю 13.00.01 — теорія та історія педагогіки. 2000 — надано вчене звання доцента кафедри російської філології та зарубіжної літератури.
2008–2011 — навчання в докторантурі Інституту вищої освіти НАПН України. 2012 року захистила дисертацію «Теорія і практика гендерної освіти і виховання учнівської молоді в навчальних закладах України (II половина XX — початок XXI століття)» на здобуття наукового ступеня доктора педагогічних наук у спеціалізованій вченій раді Класичного приватного університету за спеціальністю 13.00.01 — теорія та історія педагогіки.
2015 — надано вчене звання професора кафедри педагогіки. З 2016 року — керівниця наукової школи «Історико-педагогічний контекст проблем сучасної освіти» (захищено 13 дисертацій на здобуття наукового ступеня кандидата педагогічних наук).
2018–2020 — членкиня Спеціалізованої вченої ради в Криворізькому державному педагогічному університеті К 09.053.01.

## Публікації
Тетяна Дороніна має понад 230 наукових і науково-методичних праць. Авторка й співавторка монографій, науково-методичних і навчально-методичних посібників, довідникових видань, наукових статей у фахових вітчизняних і зарубіжних виданнях; редакторка й рецензентка наукових й навчально-методичних видань

## Біобібліографія
Тетяна Дороніна: синтез літературознавства й ґендерної педагогіки в ювілейному відлунні (до ювілею докторки педагогічних наук, професорки Криворізького державного педагогічного університету) : біобібліографічний покажчик / Бібліотека Криворізького державного педагогічного університету ; упоряд. і бібліогр. ред. О. Дікунова ; за заг. ред. О. Кравченко. Кривий Ріг, 2024. 110 с. (Серія «Вчені-ювіляри Криворізького педагогічного». Вип. 9).
| Володимир Вернадський | Це незавершена стаття про українську науковицю. Ви можете допомогти проєкту, виправивши або дописавши її. |